# Ur en foxterriers dagbok II
Ur en foxterriers dagbok II är en svensk svartvit stumfilm från 1918.
Filmen handlar om Flirtman (spelad av Arvid Hammarlund) och dennes hund. Filmen börjar med att Flirtman vaknar och låter sin hund hämta saker åt honom, bland annat en tidning och hans skor. Senare på dagen fungerar hunden som budbärare av kärleksmeddelanden mellan Flirtman och Lizzie. Premiären ägde rum 6 maj 1918 på biograf Victoria i Göteborg.